# Chwojanówka
Chwojanówka (biał. Хваянаўка) – wieś na Białorusi, w rejonie kamienieckim obwodu brzeskiego. Miejscowość wchodzi w skład sielsowietu Dmitrowicze. 
Chwojanówka leży 17 km na północ od Kamieńca, 55 km na północ od Brześcia, 31 km od stacji kolejowej Wysoka-Litowsk na linii Brześć-Białystok.